# Agathosma serpyllacea
Agathosma serpyllacea es una especie de arbusto perteneciente a la familia de las rutáceas. Se encuentra en Sudáfrica.

## Descripción
Es un arbusto de pequeño tamaño con las hojas pubescentes; pedúnculo peludo, dos veces más grande que el cáliz.

## Taxonomía
Agathosma serpyllacea fue descrita por Licht. ex Schult. y publicado en Systema Vegetabilium 5: 447 en el año 1819.
Sinonimia
- Lista de sinónimos de Agathosma serpyllacea[4]